# Pseudorhizina
Pseudorhizina é um género de fungos ascomicetes aparentados ao género Gyromitra. P. californica é uma espécie bem conhecida do oeste da América do Norte.